# 末岡龍二
末岡 龍二（すえおか りゅうじ、1979年5月22日 - ）は、日本の元サッカー選手。ポジションはMF、FW。

## 来歴
山口県光市出身。兄の影響でサッカーを始める。
進学した光高校にはサッカー部が存在せず、同好会で活動（卒業後には部に昇格）。
卒業後は中京大学サッカー部所属。2000年には全日本大学サッカー選手権優勝を経験した。在学中にアルビレックス新潟（当時J2）のトライアルの誘いを受け、2002年に入団した。
2004年にアルビレックス新潟シンガポールにレンタル移籍しリーグ戦12ゴールをあげSリーグ年間MVP候補に選出され、2005年にはアルビレックス新潟に復帰。しかし2005年度限りで退団、その後はシンガポールやタイのクラブでプレーした。
2009年、インド所在のモフン・バガン・スーパー・ジャイアントに入団。
2010-2011シーズンには、所属するサルガオカーSCがインド・Iリーグを制覇。全37試合中26ゴール（リーグ戦25試合中18ゴール、得点ランキング3位）の成績を修め年間最優秀選手に選ばれた。
2011-2012シーズンは全40試合で17ゴール（リーグ戦23試合中10ゴール）を挙げ、フェデレーションカップ（天皇杯に相当）優勝を経験した他、決勝戦のキングフィッシャー・イースト・ベンガルFC戦で3点目を挙げた。
2012-2013シーズンはデンポSCに移籍したが、シーズン中の左足の甲の怪我により3カ月間離脱が響きリーグ戦も18試合の出場にとどまる。個人的には18試合中11得点とチーム得点王、3年連続2桁得点を達成するもチームは5位の成績を収めた。
2013-2014シーズンにはキングフィッシャー・イースト・ベンガルFCに移籍。移籍の理由について末岡はインタビューでAFCカップ2013に出場するためだと語っている。同大会でベスト4を経験した。
2014-15シーズンは日系インド人の和泉新が所属するプネーFCに移籍。
2015年12月1日、自身のブログで現役からの引退を発表。

## 所属クラブ
- 1995年 - 1997年  山口県立光高等学校
- 1998年 - 2001年  中京大学
- 2002年 - 2005年  アルビレックス新潟
  - 2004年  アルビレックス新潟シンガポール
- 2006年  ゲイラン・ユナイテッドFC
- 2007年  バレスティア・カルサFC
- 2008年  バンコク・ユニバーシティ/バンコク・ユナイテッド
- 2009年 - 2010年  モフン・バガン・スーパー・ジャイアント
- 2010年 - 2012年  サルガオカーSC
- 2012年 - 2013年  デンポSC
- 2013年 - 2014年  イースト・ベンガルFC
- 2014年 - 2015年  プネーFC

## 個人成績
| 国内大会個人成績 | 国内大会個人成績 | 国内大会個人成績 | 国内大会個人成績 | 国内大会個人成績 | 国内大会個人成績 | 国内大会個人成績 | 国内大会個人成績 | 国内大会個人成績 | 国内大会個人成績 | 国内大会個人成績 | 国内大会個人成績 |
| 年度             | クラブ           | 背番号           | リーグ           | リーグ戦         | リーグ戦         | リーグ杯         | リーグ杯         | オープン杯       | オープン杯       | 期間通算         | 期間通算         |
| 年度             | クラブ           | 背番号           | リーグ           | 出場             | 得点             | 出場             | 得点             | 出場             | 得点             | 出場             | 得点             |
| 日本             | 日本             | 日本             | 日本             | リーグ戦         | リーグ戦         | リーグ杯         | リーグ杯         | 天皇杯           | 天皇杯           | 期間通算         | 期間通算         |
| ---------------- | ---------------- | ---------------- | ---------------- | ---------------- | ---------------- | ---------------- | ---------------- | ---------------- | ---------------- | ---------------- | ---------------- |
| 2002             | 新潟             | 16               | J2               | 5                | 0                | -                | -                | 2                | 0                | 7                | 0                |
| 2003             | 新潟             | 16               | J2               | 12               | 1                | -                | -                | 3                | 1                | 15               | 2                |
| シンガポール     | シンガポール     | シンガポール     | シンガポール     | リーグ戦         | リーグ戦         | リーグ杯         | リーグ杯         | シンガポール杯   | シンガポール杯   | 期間通算         | 期間通算         |
| 2004             | 新潟S            |                  | Sリーグ          | 27               | 12               | 1                | 0                | -                | -                | 28               | 12               |
| 日本             | 日本             | 日本             | 日本             | リーグ戦         | リーグ戦         | リーグ杯         | リーグ杯         | 天皇杯           | 天皇杯           | 期間通算         | 期間通算         |
| 2005             | 新潟             | 23               | J1               | 5                | 0                | 0                | 0                | 3                | 1                | 8                | 1                |
| シンガポール     | シンガポール     | シンガポール     | シンガポール     | リーグ戦         | リーグ戦         | リーグ杯         | リーグ杯         | シンガポール杯   | シンガポール杯   | 期間通算         | 期間通算         |
| 2006             | ゲイラン         |                  | Sリーグ          | 29               | 4                |                  |                  | -                | -                |                  |                  |
| 2007             | バレスティア     |                  | Sリーグ          | 32               | 9                |                  |                  | -                | -                |                  |                  |
| 通算             | 日本             | 日本             | J1               | 5                | 0                | 0                | 0                | 3                | 1                | 8                | 1                |
| 通算             | 日本             | 日本             | J2               | 17               | 1                | -                | -                | 5                | 1                | 22               | 2                |
| 通算             | シンガポール     | シンガポール     | Sリーグ          | 61               | 13               |                  |                  | -                | -                |                  |                  |
| 総通算           |                  |                  |                  |                  |                  |                  |                  |                  |                  |                  |                  |

## 指導歴
- 2016年 - 2020年  聖カタリナ大学サッカー部 監督
- 2016年 - 2021年  愛媛FC
  - 2016年 - 2021年4月 スカウト兼ヘッドオブエデュケーション
  - 2021年 U-18/U-17 コーチ
- 2022年 - 2024年  Y.S.C.C.横浜 コーチ

## メディア掲載
- 「FIFA」公式サイト インタビュー（英語）（2011年4月）http://www.fifa.com/worldfootball/clubfootball/news/newsid=1421925.html - 上記の和訳（末岡龍二ブログ）http://blog.livedoor.jp/rsueoka/archives/65709901.html
- 「KRYスクープアップ」テレビ（2010年7月）https://www.youtube.com/watch?v=GHigtMGB2xM
- 「サッカーマガジン」誌（2010年5月、2011年5月）
- 中日新聞「この人」欄（2011年7月）
- インド：中間層の足となった国内線の航空機に乗るまで - 毎日jp（毎日新聞）（2011年8月11日）http://mainichi.jp/norimai/air/graph/20110811/?inb=yt
- 「サッカー批評」誌（2011年11月）
- 朝日新聞GLOBE（2012年3月18日）
- テレビ新広島「夢は叶う〜二人の蹴球人生〜」特別番組（2012年3月）https://www.youtube.com/watch?v=8lp3BMdftDU
- 日本経済新聞朝刊のスポーツ面「フットボールの熱源」（2013年7月）

ほか